# Kirche Jesu Christi der Heiligen der Letzten Tage in Neuseeland
Der Kirche Jesu Christi der Heiligen der letzten Tage gehören in Neuseeland mehr als 108.000 Mitglieder an. Sie hat einen Tempel in Hamilton und 211 Gemeinden insgesamt, von Cape Reinga / Te Rerenga Wairua bis nach Invercargill.

## Geschichte

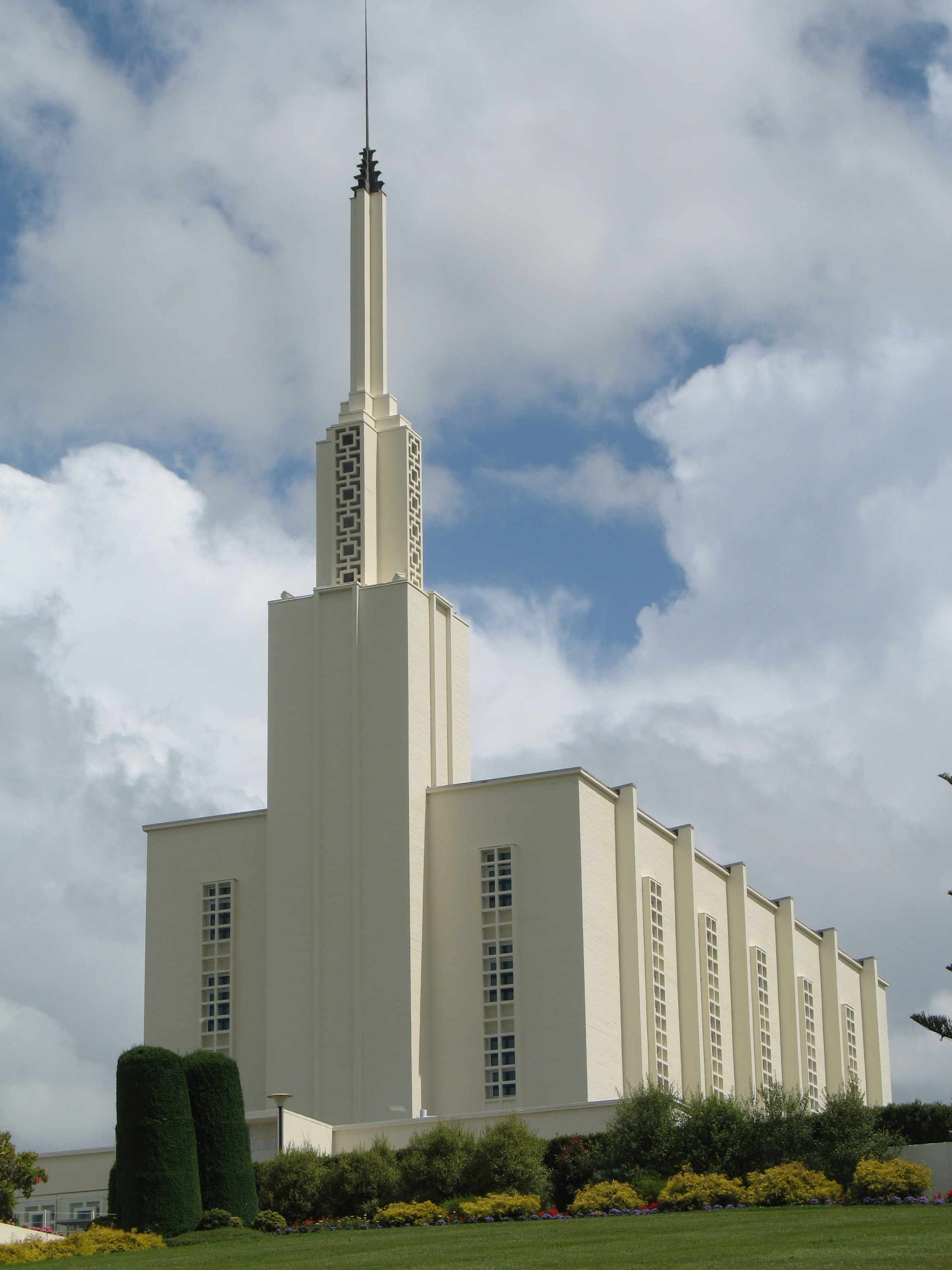
Der Hamilton-Tempel

Die Kirche Jesu Christi der Heiligen der Letzten Tage begann ihre Missionsarbeit in Neuseeland 1854. Wegen verschiedener Konflikte innerhalb des Landes zwischen Pakeha (Europäern) und Maori während der sogenannten Neuseelandkriege, wurden zuerst nur Weiße bekehrt. Die erste Bekehrten waren  die Pakehafrau Martha Holden und ihre Tochter Louisa.  Im Juli 1870 gab es 41 Mitglieder der Kirche in Neuseeland. Wie für die Mitglieder der Kirche zu dieser Zeit üblich, zogen viele  Bekehrte von Neuseeland nach Utah in den USA um,  die Mehrheit aber blieb in Neuseeland.
Die Kirche war besonders erfolgreich unter den Maori. Im August 1885  gab es 16 Maori- und 4 Pakeha-Kirchengemeinden. Am Ende des Jahres 1887 gab es 2.573 Mitglieder der HLT in Neuseeland.

### Missionierung der Maori
Maori sind das indigene Volk Neuseelands.
Als europäische Auswanderer anfingen Mitte des 19. Jahrhunderts nach Neuseeland zu ziehen, folgten kurz darauf auch christliche Missionare, einschließlich der HLT-Missionare. Die Mehrheit der Maori wurden zuerst zur katholischen und anglikanischen Konfession bekehrt.  Der erste HLT-Maori in Neuseeland war Ngataki, ein Hafenarbeiter. Er wurde 1881 getauft.
Im Jahre 1880 ermutigte jedoch der Präsident der HLT-Kirche die Missionare dazu, die Maorisprache zu lernen und die Einheimischen zu belehren; die Kirche begann zu wachsen. Nachdem Missionare der HLT-Kirche zunehmend begannen, die Iwis über ihren Glauben zu belehren, wuchs die Anzahl der Maori, die sich zur HLT-Kirche bekannten. 1970 wurde eine Studie über die Religiosität der Maori durchgeführt, die besagte, dass 7,29 % der Maori in Neuseeland Mitglieder der Kirche Jesu Christi der Heiligen der letzten Tage  seien.  Heute beträgt die Gesamtzahl der Kirchenmitglieder in Neuseeland mehr als 100000, wovon mehr als 50000 Maori sind.

## Wichtige Persönlichkeiten der Kirchengeschichte
Missionare spielten eine große Rolle in die Geschichte der HLT-Kirche in Neuseeland. Das erste Missionspaar war Augustus Farnham, der Präsident der sogenannten „Australasian Mission,“ und William Cooke, ein Australier. Von 1878 bis heute arbeiten Missionare der HLT-Kirche beständig in Neuseeland.
Unter den Maori gab es ebenfalls wichtige Persönlichkeiten der Kirchengeschichte. Angeblich sagten mehr als fünf Tohunga Merkmale der „wahren Religion“ voraus, die unter die Maori kommen würde. Zwei von diesen Tohunga waren Arama Toiroa und Pāora Te Pōtangaroa.
Arama Toiroa war ein altes Familienoberhaupt auf der Māhia Peninsula, Neuseeland. Im Jahre 1830 beriet er mit seiner Familie und Freunden über die Pakeha-Religionen. Arama prophezeite, dass sie von der wahren Art der Gottesverehrung zuerst aus Wellington hören würden und, dass diese danach nach Te Māhia kommen würde. Ein Zeichen, dass es sich um die wahre Religion handele, sei, dass ihre Boten beim Gebet beide Hände dem Himmel entgegenstrecken würden.
Im Jahre 1884 kamen dann Missionare der Kirche Jesu Christi der Heiligen der letzten Tage zu Nachkommen Aramas, die zu jener Zeit in Korongata lebten. Sowohl Alma Greenwood als auch Ira Hinckley predigten zuerst in Wellington, bevor sie erstmals ihren Missionspräsidenten, Präsident William E. Stewart trafen. Am Ende der Versammlung betete Präsident Stewart während er beide Hände emporhob. Sobald einer von Aramas Enkelsöhnen dieses Zeichen sah, stand er auf und sagte, dass die HLT-Kirche diejenige Kirche sei, deren Kommen sein Großvater vor fünfzig Jahre vorhergesagt hatte. In Folge dieses Ereignisses ließen sich alle Māori in Korongata und viele aus Te Māhia in der Kirche taufen.
Die Prophezeiungen von Pāora Te Pōtangaroa waren sehr ähnlich. Pōtangaroa war einer der geachtetsten Propheten der Māori auf der Nordinsel Neuseelands. Im März 1881 versammelte sich eine große Anzahl Maorianführer um darüber zu beraten, welche von den neuen Religionen, die die Europäer mit sich gebracht hatten, für die Māori richtig sei. Man befragte Pōtangaroa, der daraufhin  die Versammlung verließ und drei Tage lang betete, fastete und meditierte. In der Antwort, die ihm von Gott gegeben worden sein soll, erklärte er, dass die wahre Religion für die Maori von Osten kommen würde. Weiterhin sagte er, dass die Missionare, die diese Religion bringen würden, Māori lernen würden und die Māori in ihren eigenen Häusern über diese Religion unterrichten würden. Die Missionare würden paarweise reisen und, wenn sie beteten, würden sie ihren rechten Arm und die Hand im rechten Winkel heben. Diese Erklärung deckte sich mit den religiösen Praktiken der HLT. Viele Māori erinnerten sich an diese Prophezeiung und ließen sich in der Kirche taufen.

## Einfluss der Kirche im heutigen Neuseeland
Im heutigen Neuseeland ist die Kirche Jesu Christi der Heiligen der letzten Tage eine der zehn größten christlichen Konfessionen des Landes. Nach einer Statistik zur maorischen Religionszugehörigkeit, waren im Jahre 2001 4,19 % der Maori in Neuseeland Mitglieder dieser Kirche.  Die Kirche hat drei Missionen, 211 Kirchengemeinden, einen Tempel und 49 Ahnenforschungszentren.